# L'Ombre blanche (film, 1923)
Pour les articles homonymes, voir L'Ombre blanche.
Pour plus de détails, voir Fiche technique et Distribution.
L'Ombre blanche (The White Shadow) est un film britannique muet réalisé par Graham Cutts, sorti en 1923.

## Synopsis
C'est l'histoire de deux sœurs, l'une angélique, l'autre sans foi ni loi.

## Fiche technique
- Titre : L'Ombre blanche
- Titre original : The White Shadow
- Réalisation : Graham Cutts
- Scénario : Alfred Hitchcock d'après la pièce de Michael Morton
- Production : Michael Balcon et Victor Saville pour Balcon, Freedman & Saville
- Photographie : Claude L. McDonnell
- Décors : Alfred Hitchcock
- Montage : Alfred Hitchcock
- Assistant-réalisateur : Alfred Hitchcock
- Pays de production :  Royaume-Uni
- Format : Noir et blanc - Film muet - 1,33:1
- Genre : Drame
- Date de sortie : 1923

## Distribution
- Betty Compson : Nancy Brent/ Georgina Brent
- Clive Brook : Robin Field
- Henry Victor : Louis Chadwick
- A.B. Imeson : Mr. Brent
- Olaf Hytten : Herbert Barnes
- Daisy Campbell : Elizabeth Brent
- Bert Darley
- Maresco Marisini
- Donald Searle
- Muriel Gregory

## Autour du film
- Ce film retiendra surtout l'attention pour la participation de Hitchcock qui cumule les fonctions de scénariste, décorateur, monteur et assistant-réalisateur.
- Les trois premières bobines du film, que l'on croyait totalement perdues, ont été retrouvées en août 2011 en Nouvelle-Zélande. Ces images sont les plus anciennes que l'on connaisse du maître du suspens[1].